# Edward Calvin Kendall
Edward Calvin Kendall (sinh ngày 8.3.1886 ở South Norwalk, Connecticut – từ trần ngày 4.5.1972 ở Princeton, New Jersey) là nhà hóa học người Mỹ, đã đoạt giải Nobel Sinh lý và Y khoa năm 1950.

## Cuộc đời và Sự nghiệp
Kendall đậu bằng cử nhân ở Đại học Columbia năm 1908, bằng thạc sĩ năm 1909 và bằng tiến sĩ hóa học năm 1910.
Năm 1950, ông đoạt giải Nobel Sinh lý và Y khoa chung với Philip S. Hench và Tadeus Reichstein cho công trình nghiên cứu về cấu trúc và các tác dụng sinh học của hormone tuyến thượng thận khi làm việc ở Bệnh xá Mayo của Đại học Minnesota. Ông được cho là người đã khám phá ra hormone Cortisone.
Ngoài giải Nobel nói trên, ông cũng được thưởng giải nghiên cứu Y học lâm sàng Lasker-DeBakey năm 1949.